# Batilly (Meurthe i Mozela)

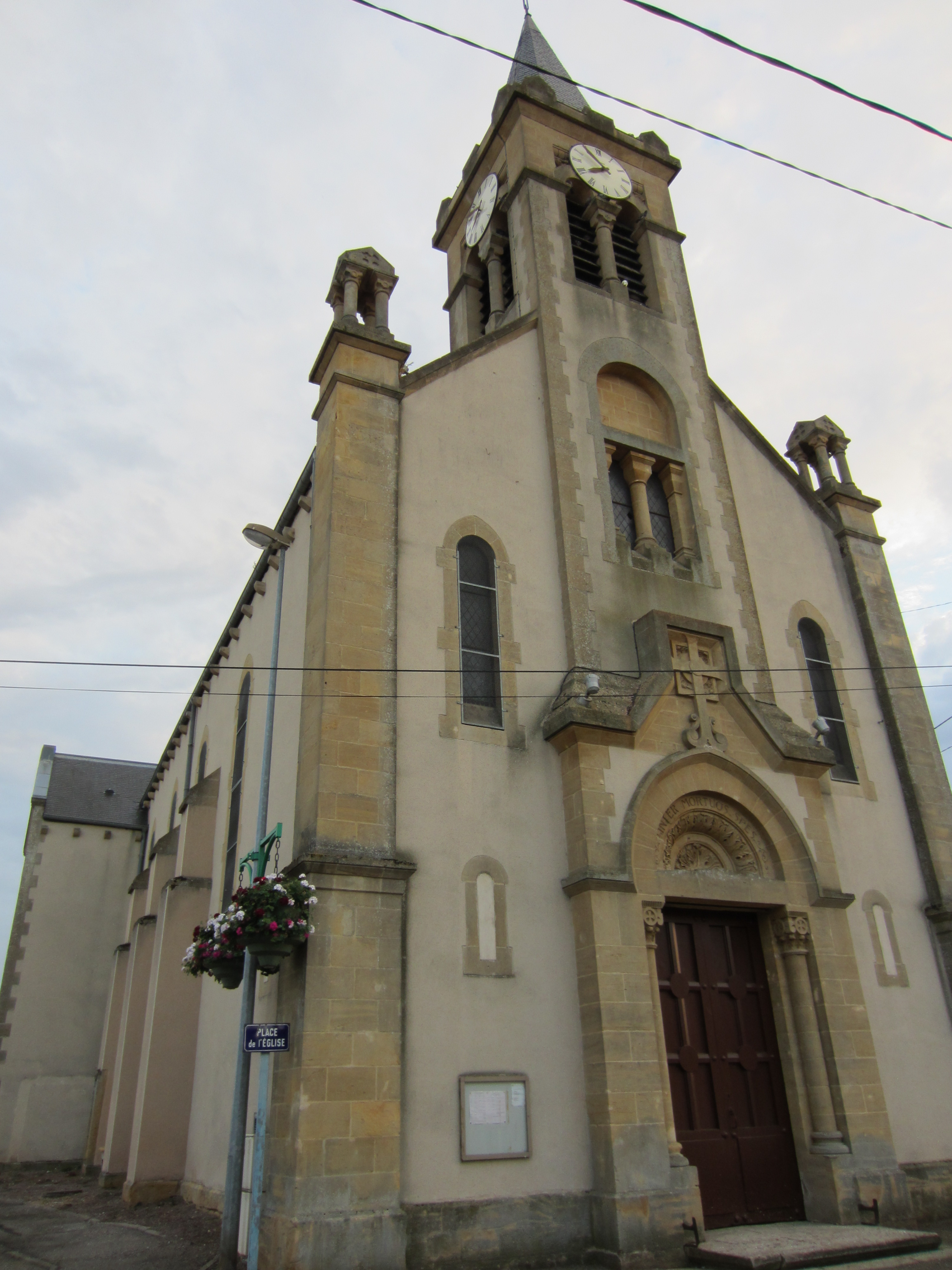
Kościół św. Piotra i Pawła (2011)

Batilly – miejscowość i gmina we Francji, w regionie Grand Est, w departamencie Meurthe i Mozela.
Według danych na rok 1990 gminę zamieszkiwało 1096 osób, a gęstość zaludnienia wynosiła 172 osób/km² (wśród 2335 gmin Lotaryngii Batilly plasuje się na 341. miejscu pod względem liczby ludności, natomiast pod względem powierzchni na miejscu 888.).

## Populacja

Populacja Batilly w latach 1962–2008